# Salmon Creek (Washington)
Salmon Creek az Amerikai Egyesült Államok északnyugati részén, Washington állam Clark megyéjében elhelyezkedő statisztikai település. A 2010. évi népszámlálási adatok alapján 19 686 lakosa van.

## Népesség
A település népességének változása:
| Lakosok száma | 16 767 | 19 686 | 21 293 |
|               | 2000   | 2010   | 2020   |